# 達迪斯坦

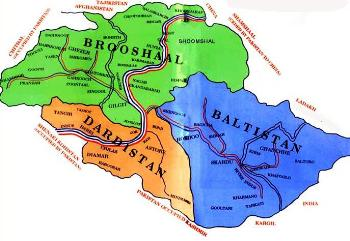
達迪斯坦位於吉尔吉特-巴尔蒂斯坦左下角的橘色地區

達迪斯坦是英國東方學學者戈特利布·威爾海姆·萊特納所創造的地理詞彙，其專指巴基斯坦北部的克什米尔部分地區。達迪斯坦當地以說達爾德語支的達爾德人為主要居民。達爾德人居住於吉德拉尔县、潘吉克拉河上游、斯瓦特县、科希斯坦县和吉尔吉特等地，古代的歷史學家老普林尼、克劳狄乌斯·托勒密與希羅多德在他們的著作中曾提及達爾德人為屬於雅利安人的族群，同時記載達爾德人分布於旁遮普地区、印度河河谷直至北方的奇特拉爾一帶。達爾德人在14世紀皈依伊斯兰教，並以波斯字母系統書寫他們的語言，除此之外，今日達爾德語支尚細分成科瓦語、布魯夏斯基語和希納語三種不同的方言。